# Ledenon
Ledenon (en francès Lédenon) és un municipi francès situat al departament del Gard i a la regió d'Occitània.